# Ceboksarî
Ceboksarî (în rusă Чебоксары, în ciuvașă Шупашкар) este un oraș din Republica Ciuvașia, Federația Rusă și are o populație de 440.621 locuitori. Orașul Ceboksarî este capitala Republicii Ciuvașia. 

## Vezi și

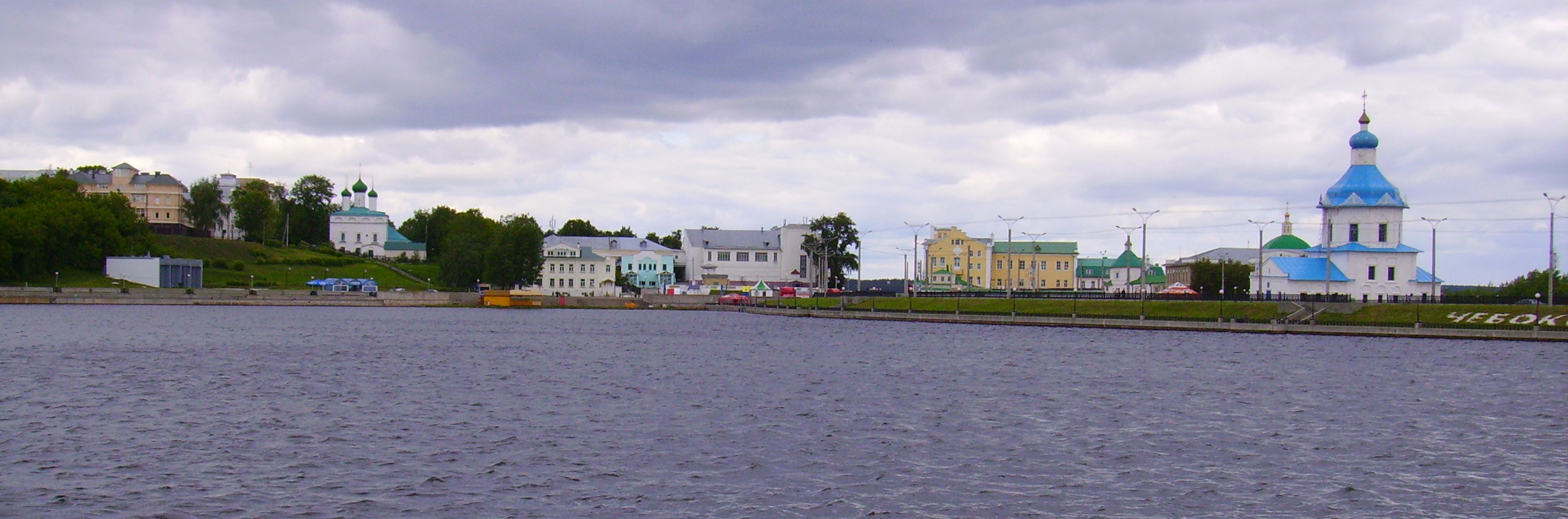
Panorama orașului